# Ivan Quintans
Ivan Quintans (* 15. Oktober 1989 in Schaan) ist ein liechtensteinisch-spanischer Fussballspieler.

## Karriere

### Verein
In seiner Jugend spielte Quintans für den FC Vaduz. Seine erste Station im Herrenbereich war der FC Schaan, dem er sich 2007 anschloss. Im Januar 2010 wechselte er zum USV Eschen-Mauren, ein Jahr später verliess er den Verein in Richtung FC Balzers. Zur Rückrunde der Saison 2015/16 unterschrieb er als spielender Co-Trainer einen Vertrag beim Schweizer Verein Chur 97. 2016 kehrte er zum USV Eschen-Mauren zurück. Seit 2020 spielt er, erneut als spielender Co-Trainer, für den FC Buchs in der Schweiz. 

### Nationalmannschaft
Er gab sein Länderspieldebüt für die liechtensteinische Fussballnationalmannschaft am 11. November 2011 beim 0:5 gegen Ungarn im Rahmen eines Freundschaftsspiels, als er in der 64. Minute für Michael Stocklasa eingewechselt wurde.